# Depressizona
Depressizona là một chi ốc biển, là động vật thân mềm chân bụng sống ở biểns trong họ Depressizonidae.
It have been also placed in Scissurellidae.

## Các loài
Các loài trong chi Depressizona gồm có:
- Depressizona axiosculpta Geiger, 2009[4]
- Depressizona exorum Geiger, 2003[5]